# Fritz Koch
Pour les articles homonymes, voir Koch.
Fritz Koch est un sauteur à ski autrichien né le 12 mars 1956 à Villach. Il a été actif en combiné nordique au début de sa carrière.

## Biographie
Il commence sa carrière sportive dans le combiné nordique, dont il prend part à quelques compétitions internationales.
En 1976, il prend part aux Jeux olympiques d'Innsbruck, où il est 26e. Il est 24e aux Championnats du monde 1978.
Il se redirige ensuite vers le saut à ski, prenant part à sa première à sa première compétition dans la Coupe du monde à Saint-Nizier en 1980, terminant quatrième. Un an plus tard, il prend la troisième place du concours à Ironwood (Michigan), pour son unique podium en carrière. Il prend sa retraite sportive après cette saison, où il se classe dix-neuvième au général de la Coupe du monde.
Il est le père du sauteur à ski Martin Koch.

## Palmarès (saut à ski)

### Coupe du monde
- Meilleur classement général : 19e en 1981.
- 1 podium individuel : 1 troisième place.